# Алдеяш (Говея)
Алде́яш (порт. Aldeias) — район (фрегезия) в Португалии, входит в округ Гуарда. Является составной частью муниципалитета Говея. Находится в составе крупной городской агломерации Большое Визеу. По старому административному делению входил в провинцию Бейра-Алта. Входит в экономико-статистический субрегион Серра-да-Эштрела, который входит в Центральный регион. Население составляет 341 человек на 2001 год. Занимает площадь 19,51 км².